# Beatus de Silos
Le Beatus de Silos dit aussi Apocalypse de Silos est un manuscrit enluminé contenant notamment un commentaire de l'Apocalypse de Beatus de Liébana, écrit et décoré au sein de l'abbaye de Silos, dans l'actuelle Province de Burgos et achevé en 1091 pour l'écriture et 1109 pour l'enluminure. Il est actuellement conservé à la British Library sous la cote Add.11695. 

## Historique
Le colophon du texte est relativement précis sur les circonstances de la réalisation du manuscrit : il indique que son écriture a été achevée le 18 avril 1091 sous l'abbatiat de Fortunius dans l'abbaye de Silos, par les moines Dominicus et Munnio, puis continué sous les abbatiats de Nunnius et Johannes par l'enluminure, achevée le 1er juillet 1109 par Petrus.
Par la suite, le manuscrit entre en possession au XVIIe siècle du cardinal Antonio de Aragon (1618-1650) puis à son frère le cardinal Pascual de Aragon (1626-1677) chanoine à Tolède et régent de Catalogne. Celui-ci le lègue sans doute avec d'autres livres de sa bibliothèque au vieux collège San Bartolomé de Salamanque en 1677. Il est encore mentionné dans le catalogue de la bibliothèque de l'école en 1770. À la suite de la dissolution des collèges de Salamanques, le manuscrit est intégré dans les collections royales et mentionné ainsi vers 1799-1801. On retrouve par la suite sa trace dans les collections de Joseph Bonaparte, roi d'Espagne entre 1808 et 1813, qui le revend au British Museum en 1840.

## Description
Le manuscrit contient 4 parties distinctes :
- 4 feuillets d'un ancien antiphonaire mozarabe, auquel des miniatures ont été ajoutées lors de la fabrication du nouveau manuscrit
- le commentaire sur l'apocalypse de Beatus de Liebana proprement dit (f.5v-217v)
- des extraits des Étymologies d'Isidore de Séville (f.218r-219v)
- Le commentaire de saint Jérôme sur le livre de Daniel (f.220r-266r)
- d'autres textes divers attribués à saint Jérôme, saint Augustin et saint Grégoire (f.268r-279v)

Le livre contient au total 104 miniatures. Celles-ci sont typiques du style léonais dont le manuscrit de Silos est un des exemples les plus tardifs. Les représentations abstraites et très colorées tendent à écraser les éléments humains.